# (221945) 3227 T-3
(221945) 3227 T-3 (3227 T-3, 2004 RA6) — астероїд головного поясу, відкритий 16 жовтня 1977 року.
Тіссеранів параметр щодо Юпітера — 3,314.